# 安嶋弥
安嶋 弥（安嶋 彌、やすじま ひさし、1922年9月23日 - 2017年12月9日）は、日本の文部官僚、歌人、教育学者。

## 経歴
石川県松任市（現・白山市）出身。1944年東京帝国大学法学部卒。1946年文部省入省（学校教育局）。1969年文部省大臣官房長、74年初等中等教育局長、1975年文化庁長官、1977年宮内庁東宮大夫、1980年浩宮徳仁親王の成年式を指揮。退任後は日本工芸会会長を務めた。佐藤佐太郎創刊の歌誌「歩道」同人で、アララギ派の歌人としても活動。
2017年12月9日午後5時、肺炎のため東京都内の病院で死去した。95歳没。

## 著書
- 『学校行政法』良書普及会 地方行政全書 1956
- 『地方教育費講話』第一法規出版 1958
- 『文化と行政』第一法規出版 1978
- 『虚と実と』角川書店 1983
- 『楠 歌集』角川書店 1985
- 『戦後教育立法覚書』第一法規出版 1986
- 『葉桜』角川書店 1989
- 『晩晴』東京書籍 1991
- 『教育行政思想 明治の改革と昭和の改革』第一法規出版 1992
- 『晩花 歌集』角川書店 1992
- 『ふるさとの風俗誌 昭和初年の松任』松任市 1992
- 『過客 歌集』角川書店 2000 私家版
- 『水映 小詩集』角川書店 2001 私家版
- 『ともに生きるということ 安嶋彌エッセイ集』角川学芸出版 角川出版企画センター 2011

### 共編著
- 『私立学校法詳説』福田繁共著 玉川大学出版部 1950
- 『公立学校施設助成の手びき』赤石清悦共著 教育弘報社 1955
- 『教育法規辞典』山内一夫・木田宏共編 学陽書房 1961

## 論文
- Cinii

## 注
1. ↑  “元文化庁長官の安嶋彌氏が死去”.   ロイター (2017年12月11日). 2017年12月11日閲覧。
2. ↑  『日本官僚制総合事典』東京大学出版会、2001年11月発行、378頁
3. ↑  日本人名大辞典『現代日本人名録』